# José María Montoto Cañas
José María Montoto, abogado y político español nacido en Córdoba, fundador del partido político Innovación Democrática (INNDE). 

## Carrera profesional
Militó en el partido liberal de Ignacio Camuñas (Partido Demócrata Popular) durante la época franquista, habiendo participado antes en la política universitaria. Tras la Transición, estuvo como jefe de gabinete de Ignacio Camuñas y posteriormente, con UCD, como jefe de gabinete de la secretaría en el despacho del presidente del Senado. 
En 1982, cuando UCD perdió las elecciones frente a los socialistas, se retiró de la política, dedicándose al Derecho.
En noviembre de 2006 funda el partido político Innovación Democrática (INNDE), al que define como “un partido liberal y de centro” que trata de implantar la efectiva división de poderes en España.
En mayo de 2009 se presenta sin éxito a la presidencia del Ateneo de Madrid.